# Kraljevina Kahetija
Drugo kraljevstvo Kahetije (gruz. კახეთის სამეფო) bila je kasnosrednjovjekovna-ranonovovijekovna kraljevina u istočnoj Gruziji, prvotno s glavnim gradom Gremijem, a poslije Telavijem. Nastala je u procesu trodiobe Kraljevine Gruzije 1465. godine. Postojala je, s kraćim prekidima, sve do 1762. godine, kada su Kahetija i susjedna gruzijska kraljevina Kartlija spojene dinastijskim sukcesijama loze Bagrationi. Kroz većinu svoje burne povijesti, Kahetija je bila podložna Perzijancima, čiji su napori da održe gruzijsko kraljevstvo pod njihovom sferom utjecaja, rezultirali nizom sukoba i deportacija.

## Ranija povijest
Prethodno kraljevstvo Kahetije nastalo je u 8. stoljeću nakon uspješne pobune gorskih plemena Canarije, koji su oslobodili velik dio Gruzije od arapske kontrole.

## Obnova kraljevstva
Ponovno stvarnje Kraljevine Kahetije bio je prvi korak ka podjeli Kraljevine Gruzije, koja je bila upletena u bratoubilačke ratove od sredine 15. stoljeća. To se dogodilo nakon što je Đuro VIII., i sam uzurpator gruzijskog prijestolja, bio zarobljen od mešketskog vojvode Qvarqvare III. 1465. godine, a koji ga je svrgnuo u korist Bagrata III. On se tada postavio kao nezavisan vladar u svojoj bivšoj kneževskoj apanaži Kahetije, najistočnijem dijelu Gruzije, u dolinama rijeka Alazani i Iori, gdje je ostao do svoje smrti 1476. godine. Preplavljen takvim poteškoćama, Konstantin II., kralje teritorijalno smanjene Gruzije, bio je dužan uvesti novi poredak. Priznao je Aleksandra I., sina Đure VIII. kao kralja Kahetije na istoku, a 1491. Aleksandra II., sina Bagrata VI. kao kralja Imeretije. On sâm, nastavio je vladati Kartlijom. Na ovaj način zaokružuje se trodioba Gruzije.
Za razliku od drugih gruzijskih političkih tvorevina, Kahetija je bila pošteđena od velikih stranih upada i značajnijih unutrašnjih nemira. Nalazila se i na ruti puta svile. Kahetsko vodstvo je aktivno je sudjelovalo u trgovini usko vezavši kraljevstvo za gospodarski život istočne Transkavkazije i Irana. Izuzetno plodna zemlja, u kombinaciji s armenskim, židovskim i perzijskim kolonijama u trgovačkim gradovima, rezultirali su ekonomskim napretkom, za razliku od drugih dijelova podijeljene Gruzije. Ova relativna stabilnost jačala je moć monarha i povećavala broj pristaša među plemstvom.
Prijetnja se pojavila nastankom velikih carstava na istoku - Osmanskog i Safavidskog. Sklapanjem osmansko-dafavidskog mirovnog sporazuma 1555. godine, stavio je Kahetiju u sferu safavidsko-iranskog utjecaja, ali su lokalni vladari i dalje zadržavali znatnu neovisnost pokazujući spremnost na suradnju sa svojim safavidskim gospodarima. Ipak, 1589. godine, kralj Aleksandar II. obećao je vjernost ruskom caru Fjodoru I., ali savez zapravo nikad nije proveden u praksi. Iranci su potakli pobunu protiv Aleksandra, koji biva ubijen, kako bi na prijestolje stupio Konstantin I., obraćenik na islam. Narod Kahetije odbio je prihvatiti ocoubojstvo i svrgnuli su ga, prisiljavajući safavidskog šaha Abasa I. da na prijestolje postavi Konstantinovog nećaka Teimuraza I., što je ovaj nerado učinio 1605. godine. Tada počine duga vladavina Teimiraza (1605. – 1648.) ispunjena brojnim sukobima sa Safavidima.

## Iranska hegemonija
Sredinom 1610-ih, šah Abas je činio dodatne napore kako bi čitavi Gruziju stavio u podložnost svojem carstvu. Podvrgnuo je Kahetiju učestalim provalama 1614. – 1616.
U brojnim gruzijskim ustancima i iranskim odmazdama poginulo je 60.000-70.000 ljudi, a više od 100.000 Kahećana je deportirano u Iran. Populacija Kahetije smanjila se za dvije trećine: jednoć razvijeni gradovi, Gremi i Zagemi, smanjeni su na veličinu beznačajnih sela. Poljoprivreda je stagnirala i došlo je do zastoja trgovine. Do 1648. neumorni Teimuraz konačno je izbačen iz Kahetije. Safavidi su pooštrili kontrolu nad Kahetijom i provodili zamjenu domaćeg stanovništva s nomadskim turkijskim plemenima. Istodobno, dagestanski gorštaci počeli su napadati i kolonizirati kahetsko ozemlje.
1659. godine Kahećani su organizirali masovnu pobunu. Masakrirali su nomade i predali zemlju Vahtangu V., muslimanskom kralju Kartlije, koji je uspio dobiti dozvolu šaha da postavi svog sina Arčila za kralja Kahetije. Na neko vrijeme, dva kraljevstva istočne Gruzije bila su ujedinjena pod šahom Nawazom i njegovim sinom, te je uslijedilo razdoblje mira. Telavi postaje glavnim gradom, umjesto Gremija koji je bio razoren u iranskim invazijama. Međutim, idila nije dugo trajala. Arčilov dolazak u Kahetiju bio je početak rivalstva dvije grane Bagrationi dinastije - Muhrani, kojoj je pripadao Arčil i Kuće Kahetije, izvlaštene od krune od vremena Teimuraza I. Potonji su uspjeli, dijelom i zbog njihova prelaska na islam, ponovo ovladati 1703. godine.
Od 1724. do 1744. godine, Kahetija je podvrgnuta nizom okupacija od strane Iranaca i Osmanlija. Kahetski primc Teimuraz II. služio je šahu Naderu u borbi protiv Osmanlija, pa ga je ovaj oslobodio plaćanje teških nameta 1743. godine. Nader je omogućio Teimurazu II. da ojača svoju moć u Kahetiji i Kartliji, pa su Kartliji priznali njega za svog kralja, a Kahećani njegovog sina Erekla II. kao svojega. Oba vladar aokrunjena su 1745. godine, u skladu s kršćanskom tradicijom. Oni su iskoristili nemire u Iranu, koji su uslijedini nakon atentata na Nadera 1747. godine, te su vladali skoro kao neovisni vladari. Njihova vladavina stabilizirala je zemlju. Gospodarstvo je živnulo, a i smanjili su se napadi Dagestanaca, iako ne u potpunosti. Kada je Teimuraz umro 8. siječnja 1762. godine, naslijedio ga je Ereklo, što je ujedinilo Gruziju po prvi puta, nakon tri stoljeća.